# قلعه خالدآباد
قلعه خالدآباد در شهرستان ورامین، بخش جوادآباد، روستای خالدآباد واقع شده و این اثر در تاریخ ۱۱ شهریور ۱۳۸۲ با شمارهٔ ثبت ۹۹۱۳ به‌عنوان یکی از آثار ملی ایران به ثبت رسیده است.